# Asota significans
Asota significans là một loài bướm đêm trong họ Erebidae.